# Die sieben Füllen
Die sieben Füllen ist ein norwegisches Volksmärchen.

## Handlung
Drei Brüder treten nacheinander in den Dienst eines Königs, dem sie einen Tag lang sieben Füllen hüten sollen. Meistern sie dies und können sie am Abend vorzeigen, was die Füllen gegessen und getrunken haben, so erhalten sie die Prinzessin und das halbe Reich. Die ersten beiden Brüder rennen den Füllen hinterher, ermüden schnell und rasten dann bei einem alten Weib, das ihnen anbietet, sich bei ihm auszuruhen. Auch erzählt es, dass die Füllen des Abends wieder bei ihnen vorbeikommen werden, und händigt zum Vorzeigen vor dem König eine Flasche Wasser und ein Büschel Moos aus. Als dieser jedoch das vermeintliche Essen und Trinken der Füllen erblickt, lässt er den beiden drei Riemen aus dem Rücken schneiden, Salz hineinstreuen und sie davonjagen.
Der jüngste Bruder lehnt die Rast bei der Alten ab, schwingt sich auf den Rücken eines der Füllen und erfährt, während einer langen Reise zu einer Kirche, dass die sieben Füllen die verzauberten Brüder der Prinzessin sind, über die ein böser Troll Füllen-Hams geworfen hatte. An der Kirche angelangt, verwandeln sich die Füllen in die sieben Prinzen, empfangen vom dortigen Priester Brot und Wein, und nachdem sich der jüngste Bruder davon etwas eingesteckt hat, geht es wieder zurück zum Schloss des Königs.
Dort angelangt weist er dem König die richtige Speise und den richtigen Trank vor, woraufhin er die Prinzessin und das halbe Reich erhält. Während der Hochzeit aber stiehlt er sich davon, um mit einem Schwert, das er von den Füllen bekommen hatte, dieselben zu köpfen. Danach legt er die Köpfe, so wie ihm die Füllen es geraten haben, an die Schwänze der jeweiligen Körper, wodurch sie sich wieder in die sieben Prinzen verwandeln und eine noch viel prächtigere Hochzeit gefeiert wird.

## Versionen und Hintergrund
Diese norwegische Version stammt aus dem Werk Norwegische Volksmärchen (Berlin 1908), das Märchen von Peter Christen Asbjørnsen und Jørgen Engebretsen Moe enthält. Ein Ham ist eine zauberkräftige Tierhaut aus der nordischen Mythologie, die denjenigen, über die sie geworfen wird, in das entsprechende Tier verwandelt. Dieselbe Version wurde schon 1865, unter dem Titel Geschichte von den sieben Fohlen, in Rudolph Müldeners Nordisches Märchenbuch (Langensalza 1865) veröffentlicht.
In einer Version von Arne Garborg nimmt ein fremder Mann die Schwester dreier Brüder als Hausjungfer mit, woraufhin sich die Brüder später, als sie nichts mehr von ihr hören, nacheinander auf die Suche nach ihr begeben. Sie finden sie sowie auch den fremden Mann, der der Kaiser ist, und stimmen zu, für diesen zwölf Ochsen zu hüten. Nur dem jüngsten Sohn gelingt es, ohne die Ochsen zu jagen und zu schlagen, das, was sie in der Kirche fressen und trinken, dem Kaiser zu bringen, was ihm dessen Tochter sowie auch den Thron einbringt. Die Version stammt aus der Norwegischen Sammlung von Volksüberlieferungen beim Institut für Volkstraditionswissenschaften, Universität Oslo und ist unter AaTh 471 einzuordnen. Sie wurde 1867 von Garborg nach Martin J. M. Skou aufgezeichnet, der zu einer Roma-Familie auf Jæren gehörte. Veröffentlicht wurde sie 1921 in Knut Liestøls Werk Syn og segn, das Anmerkungen von Reidar Th. Christiansen enthält. Der deutsche Titel lautet Die zwölf Ochsen.